# Gitte Brøgger Led
Gitte Brøgger Led (født 21. september 1983 i Ejby) er en tidl. dansk håndboldspiller, der har spillet for GV Ejby, GOG, Team Tvis Holstebro, SK Århus og FCM Håndbold.
Efter sæsonen 12/13 tog hun valget om at stoppe med at spille håndbold på topplan. Hun havde flere tilbud på hånden, men ville gerne stoppe på toppen, og hun valgte derfor at stoppe karrieren. 
I efterårssæsonen 13/14 gjorde hun kort comeback for FCM Håndbold pga. en skade hos Fie Woller.
Et år efter karrierestoppet og et lille barn senere fik SK Århus' cheftræner Jesper Holmris overtalt hende til at sige ja til at genoptage karrieren i SK Århus. Hun har selv udtalt, at hun savnede håndbolden og det konkurrenceelement, der følger med. Samtidig lokkede det at få lov til at spille liga håndbold igen.
Hun har også flere A-landskampe på CV'et